# مشا
مُشا یا مُشاء نام یکی از مناطق شهر دماوند واقع در شهرستان دماوند واقع در استان تهران است. این منطقه که پیش از این یکی از روستاهای شهرستان دماوند به شمار میرفت طی مصوبه ۶ خرداد ۱۴۰۲، شورای عالی شهرسازی و معماری کشور به محدوده شهری شهر دماوند الحاق شد.

## جمعیت
جمعیت این منطقه براساس سرشماری مرکز آمار ایران در سال ۱۳۸۵، برابر با ۱۵۴۲ نفر بوده‌است.
اهالی این منطقه به زبان طبری دماوندی که گویشی از زبان مازندرانی است صحبت می کنند.
موقعیت جغرافیایی
این منطقه در ۶ کیلومتری شمال غربی شهر دماوند و در کنار جادهٔ هراز قرار دارد. این منطقه در دره‌ای قرار دارد و کوه «میان‌رود» در شمال غرب و «گردنهٔ امامزاده هاشم» در ۴ کیلومتری غرب این منطقه قرار دارد. بقعه امامزاده هاشم در ضلع شمال غربی جادهٔ هراز در بلندی ۲۷۲۰ متر از سطح دریا و مشرف به دشت مُشا است. دره «پشت بن» در ۳ کیلومتری شمال شرق این روستا می‌باشد.